# Renn Crichlow
Renn Crichlow (Ottawa, 9 de mayo de 1968) es un deportista canadiense que compitió en piragüismo en la modalidad de aguas tranquilas. Ganó tres medallas en el Campeonato Mundial de Piragüismo entre los años 1991 y 1995.

## Palmarés internacional
| Campeonato Mundial | Campeonato Mundial     | Campeonato Mundial | Campeonato Mundial |
| Año                | Lugar                  | Medalla            | Competición        |
| ------------------ | ---------------------- | ------------------ | ------------------ |
| 1991               | París (Francia)        | Medalla de oro     | K1 500 m           |
| 1993               | Copenhague (Dinamarca) | Medalla de plata   | K1 500 m           |
| 1995               | Duisburgo (Alemania)   | Medalla de bronce  | K1 200 m           |